# Le Complexe du chimpanzé
 (juillet 2015).
Le Complexe du chimpanzé est une trilogie de bande dessinée française du scénariste Richard Marazano et du dessinateur Jean-Michel Ponzio.

## Synopsis
Apollo XI amerrit dans l'océan Pacifique, le 24 juillet 1969 :  les astronautes Neil Armstrong (commandant), Edwin "Buzz" Aldrin (pilote du module lunaire) et Michael Collins (pilote du module de commande) sont sains et saufs.
Sur l'océan Indien en février 2035, un porte-avions américain repêche une capsule spatiale au large de Zanzibar. Elle est habitée par deux hommes, précisément des astronautes nommés... Neil Armstrong et Buzz Aldrin.
Alors qui étaient les Neil Armstrong et Buzz Aldrin revenus sur Terre soixante-six ans plus tôt ?

## Autour de la série
Grâce au conseil de Jack Manini, Jean-Michel Ponzio qui se posait des questions sur les couleurs réalisées sur l’ordinateur contacte Richard Marazano. Les deux hommes ont vite sympathisée, se rendant compte qu'ils partageait une partie de cet inconscient de découverte. Bien que Marazano ait apprécié son graphisme, il lui a proposé de travailler avec lui sur une histoire, celle de la série Le Complexe du chimpanzé, ce que Jean-Michel Ponzio accepte instantanément.
Marazano dessine un story-board, puis Ponzio se l'adapte en restant fidèle angles et perspectives se servant des instruments de photographie. Cette technique — que ce soit images de synthèse, rotoscope, dessin à main levée — lui permet d'aller plus vite au dessin. Pour ce, il doit chercher de la documentation dans des livres, sinon il crée lui-même des décors en 3D pour avoir une perspective, ou s'organise des séances de poses avec des amis ou des comédiens. Pour éléments et personnages, le trait hyper-réaliste reste le même à partir de la réalité ou non.
Ce sera le même cas pour la série Genetiks, une autre série fantastique publiée chez Futuropolis.

## Albums
1. Paradoxe — avril 2007 —  (ISBN 978-2-205-05903-8)
2. Les Fils d'Arès — janvier 2008 —  (ISBN 978-2-205-05994-6)
3. Civilisation — novembre 2008 –  (ISBN 978-2-205-06021-8)

## Récompenses
2007 : Prix du meilleur album au Lyon BD festival pour le premier tome Paradoxe.

## Anecdotes
- Une préface assez longue (une pleine page) marque le début du premier tome de la série et est signée Xavier Dorison scénariste de bande dessinée et de cinéma :

« En fait, on s'est rencontré lorsque l'on était chez Les Humanoïdes associés, quand j'ai fait Dusk. On avait sympathisé, on parlait de l'écriture et on n’était d'accord sur rien. Puis, en se connaissant mieux, on s'est découvert plein de passions communes. C'est un collaborateur charmant et avec qui j'adore travailler. Comme Jean-Michel, mes collaborateurs sont humainement géniaux. »

— Richard Marazano
- Pour Jean-Michel Ponzio, la conception d’un album prend en moyenne entre trois et quatre mois :
  - Un mois pour documentation et mise en place — dessins des cases, des bulles, gestion du texte, insertion des personnages dans les décors.
  - Deux à trois mois pour encrage et couleur.